# Ringo Ringvee

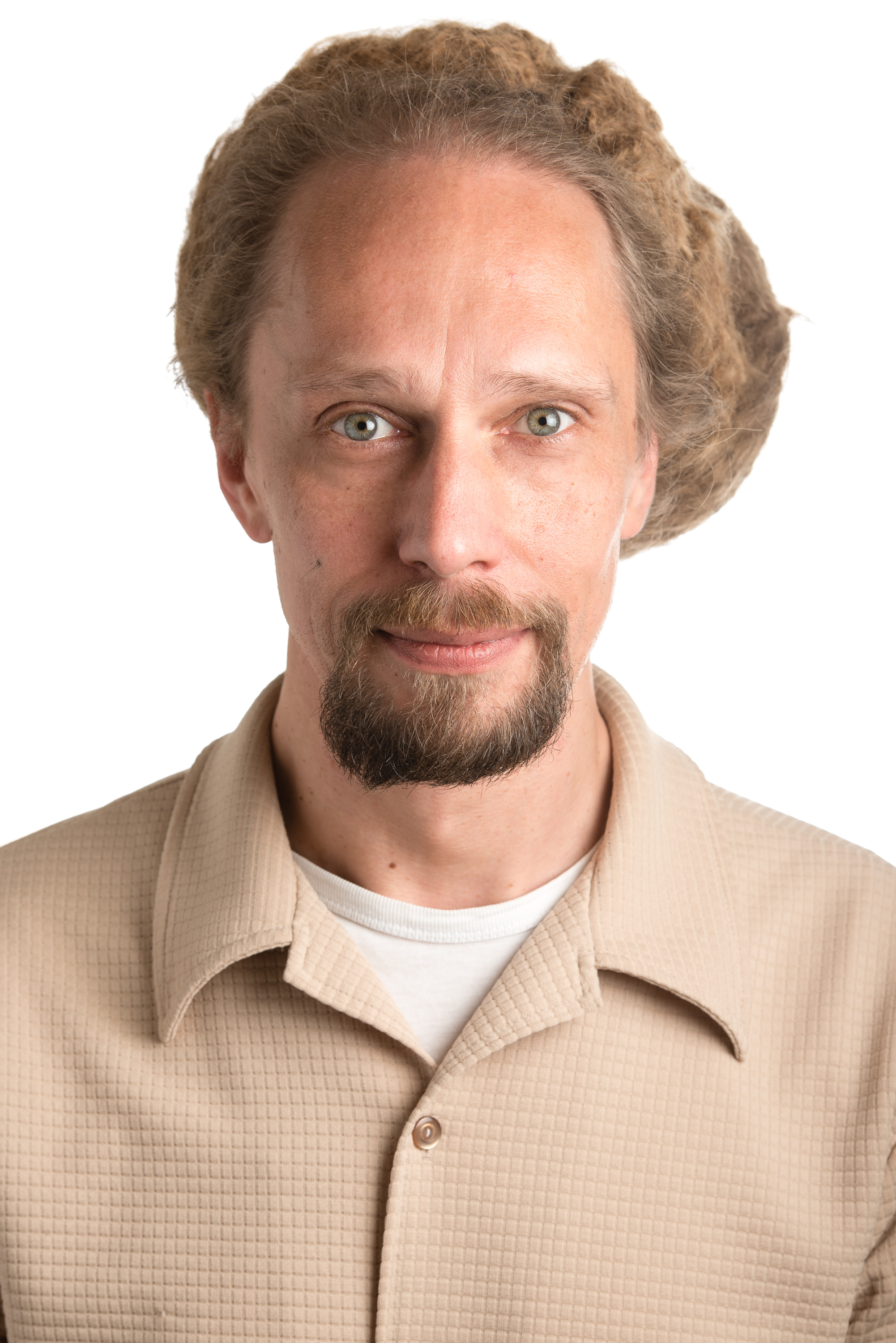
Ringo Ringvee

Ringo Ringvee (* 29. Januar 1968 in Tallinn) ist ein estnischer Religionswissenschaftler und Dichter.

## Leben und Werk
Ringvee machte 1986 in Tallinn sein Abitur und studierte anschließend am Konsistorium der Estnischen Evangelisch-Lutherischen Kirche in Tallinn Theologie. Parallel dazu war er seit 1989 am „Estnischen Humanistischen Institut“, das 2005 in der neu gegründeten Universität Tallinn aufgegangen ist, eingeschrieben, seit 1990 auch an der Universität Helsinki. Hier erlangte er 1998 seinen Mastertitel mit einer Arbeit über die Rastafari-Bewegung. Im selben Jahr erhielt er eine Anstellung im estnischen Innenministerium in der Abteilung für religiöse Fragen. 2011 verteidigte er an der Universität Tartu seine Doktorarbeit über Staat und Religion im postsowjetischen Estland. Seit 2023 ist er bei der Estnischen Akademie für innere Sicherheit, einer Fachhochschule im Geschäftsbereich des Innenministeriums, tätig.
Ringvee übersetzt auch Fachliteratur aus dem Englischen. Mit Dichtung debütierte er 1989 in einer Kassette gemeinsam mit Karl Martin Sinijärv, Tõnu Trubetsky und Märt Väljataga. Seine Verse wurden als „zerbrechlich, leidenschaftlich und überirdisch“ charakterisiert, was durch den in der zeitgenössischen estnischen Lyrik eher fremden religiösen Unterton hervorgerufen wurde. Danach hat er noch einen weiteren Gedichtband und ein kleines Büchlein mit Kurzprosa publiziert.

## Bibliografie (Auswahl)

### Dichtung
- Linnud mustmühisevast majast ('Vögel aus dem schwarzrauschenden Haus'). Tallinn: Eesti Raamat 1989. 53 S. (Kassett '88)
- Aken ümber mere ('Ein Fenster um das Meer'). Helsinki: s.n. 1991. 45 S.
- Lenni. s. l.: Gania press hi-ho 1996. [29] S.

### Wissenschaftliche Beiträge
- Riik ja religioon nõukogudejärgses Eestis 1991–2008. ISBN 978-9949-19-661-6. Tartu Ülikooli Kirjastus, Tartu 2011. 232 S. (Dissertationes Theologiae Universitatis Tartuensis 23)
- „Is Estonia really the least religious country in the world?“ The Guardian, 2011